# Katharine Isabelle

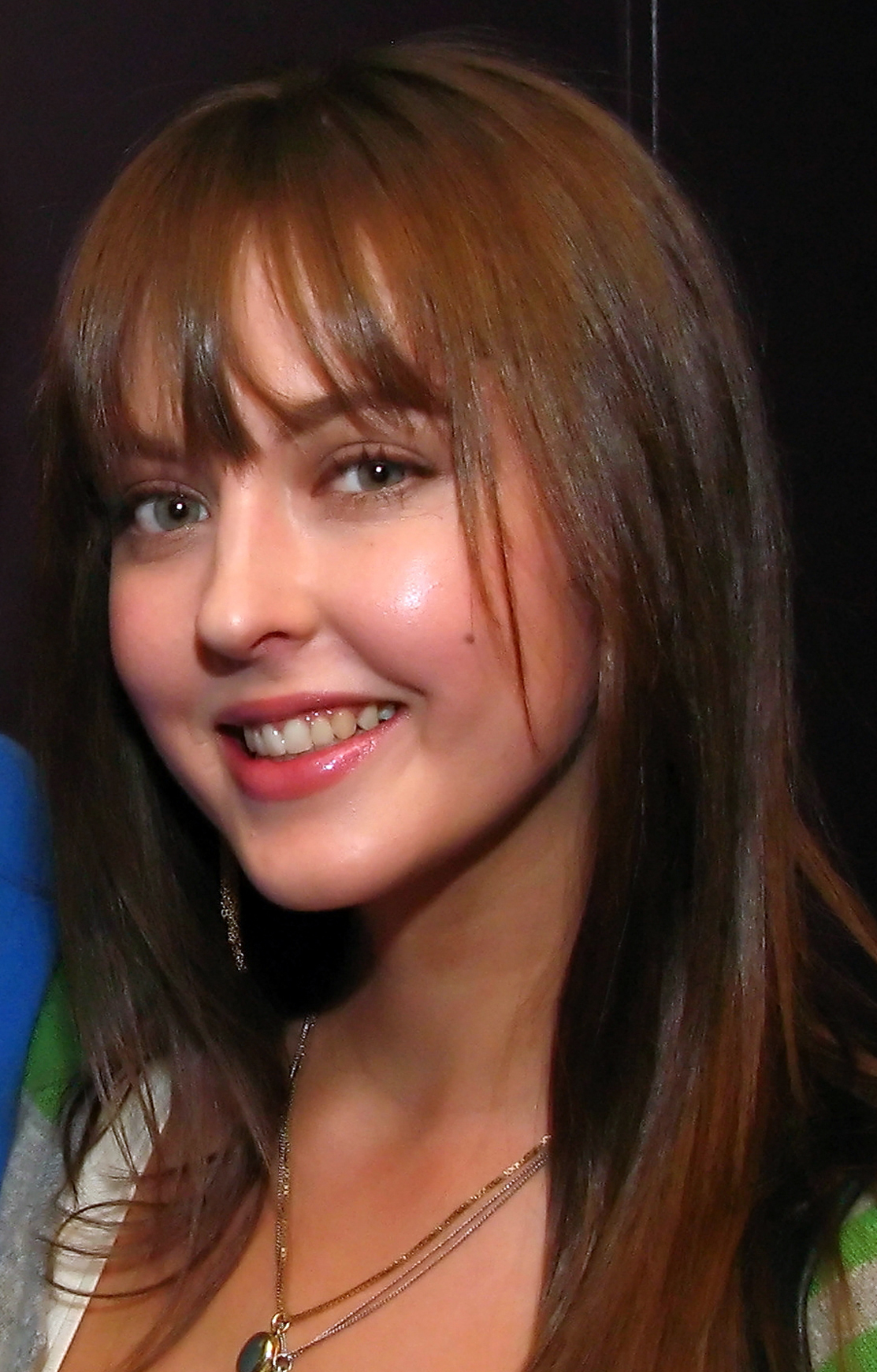
Katharine Isabelle (2009)

Katharine Isabelle (* 2. November 1981 in Vancouver, British Columbia; eigentlich Katherine Isobel Murray) ist eine kanadische Schauspielerin, die durch die Trilogie Ginger-Snaps bekannt wurde.
Als Hauptdarstellerin des kanadischen Body-Horror-Films American Mary (2012) wurde Katharine Isabelle unter anderem beim Screamfest Horror Film Festival für ihre Rolle als Mary Manson ausgezeichnet.

## Leben
Katharine Isabelles Vater Graeme Murray ist Art Director und Szenenbildner, der für seine Arbeit an der Fernsehserie Akte X bereits zwei Emmys gewonnen hat. Ihre Mutter Gail Murray ist Drehbuchautorin und Produzentin, ihr Halbbruder väterlicherseits ist der Schauspieler Joshua Murray.
Mit sieben Jahren begann Isabelle als Kinderdarstellerin zu arbeiten. 1989 war sie im Film Seitensprünge in der Rolle der Chloe Hardy zu sehen. Seitdem war sie in zahlreichen Filmen und Fernsehserien beteiligt, wobei sie sich hauptsächlich durch ihre Rollen in Horrorfilmen einen Namen gemacht hat. Erste Bekanntheit erlangte sie als Hauptdarstellerin in der Ginger-Snaps-Trilogie (2000–2004). Über ihre Rolle in Ginger Snaps sagte Isabelle in einem Interview mit der BBC, Ginger zu spielen habe ihr Freude gemacht, da sie dort ihre dunkle, wütende Seite ausleben konnte.
2012 übernahm sie die Hauptrolle im schwarzhumorigen Body-Modification-Horrorfilm American Mary der Regisseurinnen Jen und Sylvia Soska. Isabellas Rolle der Mary Manson wurde von den Filmemacherinnen eigens für sie konzipiert. 2014 war sie im Slasher-Film See No Evil 2, einem weiteren Horrorfilm der Soska-Schwestern zu sehen.

## Auszeichnungen
| Jahr | Preis                           | Werk                                | Rolle                                | Referenz    |
| ---- | ------------------------------- | ----------------------------------- | ------------------------------------ | ----------- |
| 2008 | Gemini Award                    | The Englishman’s Boy                | Beste Nebendarstellerin / Mini-Serie | [ 4 ]       |
| 2012 | Screamfest Horror Film Festival | American Mary                       | Beste Hauptdarstellerin              | [ 1 ] [ 4 ] |
| 2012 | Fangoria Chainsaw Award         | American Mary                       | Beste Hauptdarstellerin              | [ 1 ]       |
| 2014 | Leo Award                       | Motive                              | Bester weiblicher Gastauftritt       | [ 5 ]       |
| 2016 | Canadian Film Festival          | How to Plan an Orgy in a Small Town | Bester Ensemblefilm                  | [ 5 ]       |

Für ihre Rolle in American Mary wurde Isabelle außerdem beim Fantastic Fest und beim Toronto After Dark Festival ausgezeichnet und erhielt dafür darüber hinaus einen Fright Meter Award.

## Filmografie (Auswahl)
Filme
- 1989: Seitensprünge (Cousins)
- 1992: Knight Moves – Ein mörderisches Spiel (Knight Moves)
- 1998: Dich kriegen wir auch noch! (Disturbing Behavior)
- 2000: Schneefrei (Snow Day)
- 2000: Ginger Snaps – Das Biest in Dir (Ginger Snaps)
- 2001: Josie and the Pussycats
- 2001: Bones – Der Tod ist erst der Anfang (Bones)
- 2002: Insomnia – Schlaflos (Insomnia)
- 2003: Freddy vs. Jason
- 2004: Ginger Snaps II – Entfesselt (Ginger Snaps II – Unleashed)
- 2004: Ginger Snaps III – Der Anfang (Ginger Snaps Back – The Beginning)
- 2008: Another Cinderella Story
- 2009: Hard Ride To Hell
- 2010: 30 Days of Night: Dark Days
- 2012: American Mary
- 2013: 13 Eerie – We Prey for You (13 Eerie)
- 2014: See No Evil 2
- 2015: The Girl in the Photographs
- 2015: 88
- 2015: Kleinstadtorgien – Alles muss, nichts kann (How to Plan an Orgy in a Small Town)
- 2016: Countdown – Ein Cop sieht rot (Countdown)
- 2016: A.R.C.H.I.E.
- 2018: Bad Times at the El Royale
- 2019: Where We Disappear
- 2021: The Green Sea
- 2023: It’s a Wonderful Knife
- 2023: Christmas on Cherry Lane

Fernsehfilme
- 1990: Ehebruch – Einer war ihr nicht genug (Burning Bridges)
- 1990: Last Train Home
- 1991: …und den Weihnachtsmann gibts doch! (Yes Virginia, There Is A Santa Claus)
- 1994: Die Rache der Gejagten (Children of the Dust)
- 1996: Schnappt den Doppelgänger (Double Play)
- 1996: Titanic
- 1996: Verheiratet mit einem Fremden (Married to a Stranger)
- 1998: Die Schreckensfahrt der Orion Star (Voyage of Terror)
- 2002: Carrie
- 2002: Das geheime Leben meiner Tochter (The Secret Life of Zoey)
- 2003: The Life
- 2004: Rapid Fire – Der Tag ohne Wiederkehr (Rapid Fire)
- 2004: The Last Casino
- 2004: Earthsea – Die Saga von Erdsee (Legend of Earthsea)
- 2005: Eight Days To Live
- 2005: Engaged To Kill
- 2008: Monster Village – Das Dorf der Verfluchten (Ogre)
- 2009: Robin Hood: Beyond Sherwood Forest (Beyond Sherwood Forest)
- 2013: Eve of Destruction – Wenn die Welt am Abgrund steht (Eve of Destruction)
- 2017: Undercover Angel
- 2021: The Long Island Serial Killer: A Mother’s Hunt for Justice
- 2022: The Gift of Peace
- 2022: Mixed Baggage
- 2023: Unexpected Grace

Fernsehserien
- 1990: MacGyver (Folge 5x11)
- 1990: Neon Rider (eine Folge)
- 1991: The Ray Bradbury Theater (eine Folge)
- 1994: Lonesome Dove: The Series (eine Folge)
- 1995: Gänsehaut – Die Stunde der Geister (Goosebumps, eine Folge)
- 1997: Madison (4 Folgen)
- 1997: Akte X – Die unheimlichen Fälle des FBI (The X-Files, Folge 5x09)
- 1998: Das Netz – Todesfalle Internet (The Net, eine Folge)
- 1998–1999: First Wave – Die Prophezeiung (First Wave, 2 Folgen)
- 1998–1999: Da Vinci’s Inquest (4 Folgen)
- 2000: The Fearing Mind (eine Folge)
- 2000: Immortal – Der Unsterbliche (The Immortal, eine Folge)
- 2001: The Chris Isaak Show (eine Folge)
- 2001: Night Visions (eine Folge)
- 2002: Outer Limits – Die unbekannte Dimension (The Outer Limits, eine Folge)
- 2001: Mentors (eine Folge)
- 2002: Der Fall John Doe! (John Doe, Folge 1x02)
- 2003: Smallville (eine Folge)
- 2003: The Eleventh Hour (eine Folge)
- 2008: Sanctuary – Wächter der Kreaturen (Sanctuary, eine Folge)
- 2009: The L Word – Wenn Frauen Frauen lieben (The L Word, eine Folge)
- 2005: Young Blades (eine Folge)
- 2005: Stargate – Kommando SG-1 (Stargate SG-1, Folge 9x20)
- 2006–2007: Supernatural (2 Folgen)
- 2008, 2014: Psych (2 Folgen)
- 2009: Good Wife (The Good Wife, Folge 1x01)
- 2009: Heartland – Paradies für Pferde (Heartland, Folge 2x11)
- 2011: Endgame (13 Folgen)
- 2013: Motive (eine Folge)
- 2013–2014: Being Human (10 Folgen)
- 2014–2015: Hannibal (9 Folgen)
- 2017: Rosewood (eine Folge)
- 2017–2018: The Arrangement (8 Folgen)
- 2018–2019: Little Dog (15 Folgen)
- 2019–2020: The Order (19 Folgen)
- 2020: Carter (Folge 2x08)
- 2022: Ghosts  (Folge 1x13)
- 2023: Transplant (Folge 4x02)
- 2024: Tracker (Folge 1x05)
- 2025: Sight Unseen (Folge 2x01)